# Karl Zilgas
Karl Zilgas (Amburgo, 2 marzo 1882 – 17 giugno 1917) è stato un calciatore tedesco, di ruolo attaccante.